# 현대 HB20
현대 HB20(Hyundai HB20)은 2012년 9월 12일(브라질 현지 시각)에 출시된 슈퍼미니 자동차이다. 오로지 브라질 전용 모델이며, 현대 엑센트와 현대 i20을 베이스로 만든 모델이다. 바이오 에탄올과 휘발유 두 가지 연료를 사용할 수 있게 한 혼합 연료(Flex-Fuel) 차량이다. 차명인 HB20의 HB는 '현대자동차 브라질(Hyundai Brazil)'을 의미한다. 브라질 현지 전략 차종이기 때문에 브라질과 그 주변 시장에서만 판매된다. 브라질 현지의 도로 사정에 맞춰 최저 지상고가 동급 차종에 비해 약 10~18% 높고, 다양한 내구성 실험을 거쳤다. 폭스바겐 골, 쉐보레 오닉스, 토요타 에티오스 등의 경쟁 차종이다.
제원
| 구분                | 1.0L 카파 가솔린                     | 1.6L 감마 가솔린                      |
| ------------------- | ------------------------------------ | ------------------------------------- |
| 전장(mm)            | 3,900                                | 3,900                                 |
| 전폭(mm)            | 1,680                                | 1,680                                 |
| 전고(mm)            | 1,470                                | 1,470                                 |
| 축거(mm)            | 2,500                                | 2,500                                 |
| 윤거(전, mm)        | 1,491                                | 1,491                                 |
| 윤거(후, mm)        | 1,494                                | 1,494                                 |
| 승차 정원           | 5명                                  | 5명                                   |
| 변속기              | 수동 5단                             | 수동 5단 자동 4단                     |
| 구동 형식           | 전륜 구동                            | 전륜 구동                             |
| 연료                | 가솔린+에탄올                        | 가솔린+에탄올                         |
| 배기량(cc)          | 998                                  | 1,591                                 |
| 최고 출력(ps/rpm)   | 80/6,200(에탄올) 75/6,200(가솔린)    | 128/6,000(에탄올) 122/6,000(가솔린)   |
| 최대 토크(kg*m/rpm) | 10.2/4,500(에탄올) 9.4/4,500(가솔린) | 16.5/5,000(에탄올) 16.0/4,500(가솔린) |